# 特科洛特 (新墨西哥州)
特科洛特（英語：Tecolote）是位於美國新墨西哥州聖米格爾縣的普查規定居民點。

## 人口
根據2020年美國人口普查的數據，特科洛特的面積為14.57平方千米，皆為陸地。當地共有人口234人，而人口密度為每平方千米16.06人。